# Cordova (Alabama)
Cordova er en by i den centrale del af delstaten Alabama i USA. Byen har 1.728 (2020) indbyggere. Den er beliggende i det amerikanske county Walker County.